# Хоффманн, Андре (футболист)
Андре Хоффманн (нем. André Hoffmann; 28 февраля 1993, Эссен) — немецкий футболист, полузащитник клуба «Фортуна» (Дюссельдорф).

## Карьера
До 2010 года Андре обучался в академии клуба «Дуйсбург» и выступал за его молодёжную команду. В преддверии сезона 2010/11 он был включён в заявку первой команды и вскоре дебютировал в Бундеслиге. 3 января 2013 года хавбек перешёл в «Ганновер-96». 20 апреля 2013 забил свой первый гол в матче с «Бавария» Мюнхен.
В январе 2017 года стало известно, что Андре Хоффманн перейдет в «Фортуну» Дюссельдорф, 23 мая 2017 года он подписал контракт с клубом на три года. В августе 2019 года «Фортуна» досрочно продлила контракт с Хоффманном до 2023 года. 
Андре Хоффман имеет опыт выступлений на международном уровне. Начинал с юношеской (U-17) команды Германии, позже играл в юниорской (U-19) сборной.